# Olga Podčufarovová
Olga Podčufarovová (* 24. března 1992, Mnichov) je ruská biatlonistka, bronzová medailistka ze smíšené štafety na Mistrovství světa v biatlonu 2017 a několikanásobná medailistka z juniorských šampionátů.
Ve světovém poháru dokázala ovládnout sprint v italské Anterselvě v sezóně 2015/16. Na stejném místě obsadila v závodech štafet s ruským týmem 3. místo.
V roce 2018 oznámila ukončení reprezentační kariéry.

## Výsledky

### Olympijské hry a mistrovství světa
Podčufarovová se dosavadně účastnila dvou Mistrovství světa v biatlonu a jedněch zimních olympijských her v ruské Soči. Na olympiádě zasáhla pouze do vytrvalostního závodu, v němž obsadila 49. místo. Jejím nejlepším výsledkem v závodech jednotlivců je 26. místo z vytrvalostního závodu z rakouského Hochfilzenu. V týmovém závodě dokázala se smíšenou štafetou získat bronzovou medaili na stejném šampionátu.
| Sezóna  | D   | Místo       | SP  | SZ  | HZ | IZ  | ŠT  | SŠT | Věk    |
| ------- | --- | ----------- | --- | --- | -- | --- | --- | --- | ------ |
| 2013/14 | ZOH | Soči        | –   | –   | –  | 49. | –   | –   | 21 let |
| 2014/15 | MS  | Kontiolahti | 45. | 27. | –  | 49. | –   | 10. | 22 let |
| 2016/17 | MS  | Hochfilzen  | –   | –   | –  | 26. | 10. | 3.  | 24 let |

Poznámka: Výsledky z mistrovství světa se započítávají do celkového hodnocení světového poháru, výsledky z olympijských her se dříve započítávaly, od olympijských her v Soči se nezapočítávají.

### Juniorská mistrovství
Zúčastnila se jednoho juniorského šampionátu v biatlonu v rakouském Obertilliachu. Celkově na tomto šampionátu získala tři medaile, když nejprve získala stříbro ve sprintu a ve stíhacím závodě dokázala zvítězit. K tomu ještě získala s ruskou štafetou bronzové medaile.
| Sezóna  | D   | Místo        | SP | SZ | IZ  | ŠT | Věk    |
| ------- | --- | ------------ | -- | -- | --- | -- | ------ |
| 2012/13 | MSJ | Obertilliach | 2. | 1. | 12. | 3. | 20 let |

## Vítězství v závodech světové poháru

### Individuální
| Datum:         | Místo:             | Disciplína: |
| -------------- | ------------------ | ----------- |
| 21. ledna 2016 | Anterselva, Itálie | sprint      |

#### Profily
- Olga Podčufarovová v databázi Mezinárodní biatlonové unie (anglicky)